# Остров Колосовых
Остров Колосовых — остров в Карском море, часть географической области Шхеры Минина. Административно входит в состав Красноярского края России. Постоянное население отсутствует.
Назван в честь семьи сибирских промышленников Колосовых, поселившихся в этих местах в 1930 году.
Имеет неправильную форму с сильно изрезанной береговой линией. Состоит из двух низменных частей, соединённых узким перешейком.
Расположенная на острове гора Колосовых названа советскими гидрографами по фамилии семьи промышленников Колосовых: Кирилла Григорьевича (1905—1956), Фёдора Григорьевича (1908—1951), Александра Григорьевича (1917—1975), жены старшего брата Евдокии Михайловны (1906—1979) и их сына Евгения (1929—1939), которые жили на острове в 1930—1931 гг., расположенный на острове мыс Колосовых (описан в 1931 г.) также назван в честь семьи Колосовых.
Крупнейшее озеро — Жульетты Жан. Отделён от полуострова Таймыр проливом Ленинградцев шириной менее 2 км.